# Elodes aquatica
Elodes aquatica là một loài bọ cánh cứng trong họ Scirtidae. Loài này được Blaisdell miêu tả khoa học năm 1940.